# Campionati del mondo di atletica leggera 2022 - 3000 metri siepi maschili
La specialità dei 3000 metri siepi maschili dei campionati del mondo di atletica leggera 2022 si è svolta tra il 15 e il 18 luglio all'Hayward Field di Eugene, negli Stati Uniti d'America.

## Podio
| Pos.    | Atleta              | Nazionalità | Tempo   |
| ------- | ------------------- | ----------- | ------- |
| Oro     | Soufiane El Bakkali | Marocco     | 8'25"13 |
| Argento | Lamecha Girma       | Etiopia     | 8'26"01 |
| Bronzo  | Conseslus Kipruto   | Kenya       | 8'27"92 |

## Situazione pre-gara

### Record
Prima di questa competizione, il record del mondo (RM) e il record dei campionati (RC) erano i seguenti.
| Record                | Prestazione | Atleta                    | Data                               | Competizione            |
| --------------------- | ----------- | ------------------------- | ---------------------------------- | ----------------------- |
| Record mondiale       | 7'53"63     | Saif Saaeed Shaheen Qatar | 3 settembre 2004 Bruxelles, Belgio | Memorial Van Damme 2004 |
| Record dei campionati | 8'00"43     | Ezekiel Kemboi Kenya      | 18 agosto 2009 Berlino, Germania   | Mondiali 2009           |

### Campioni in carica
I campioni in carica a livello mondiale e olimpico erano:
| Campione | Atleta                      | Prestazione | Data                          | Competizione         |
| -------- | --------------------------- | ----------- | ----------------------------- | -------------------- |
| Olimpico | Soufiane El Bakkali Marocco | 8'08"90     | 2 agosto 2021 Tokyo, Giappone | Giochi olimpici 2021 |
| Mondiale | Conseslus Kipruto Kenya     | 8'01"35     | 4 ottobre 2019 Doha, Qatar    | Mondiali 2019        |

### La stagione
Prima di questa gara, gli atleti con le migliori tre prestazioni dell'anno erano:
| Pos. | Atleta                      | Prestazione | Data                                    |
| ---- | --------------------------- | ----------- | --------------------------------------- |
| 1    | Soufiane El Bakkali Marocco | 7'58"28     | 5 giugno 2022 Rabat, Marocco            |
| 2    | Lamecha Girma Etiopia       | 7'58"68     | 31 maggio 2022 Ostrava, Repubblica Ceca |
| 3    | Hailemariyam Amare Etiopia  | 8'06"29     | 5 giugno 2022 Rabat, Marocco            |

## Risultati

### Batterie
I primi 3 di ogni batteria (Q) e i 6 tempi migliori tra gli esclusi (q) si qualificano alla finale.
| Pos. | Batteria | Atleta                 | Nazionalità | Tempo   | Note                                     |
| ---- | -------- | ---------------------- | ----------- | ------- | ---------------------------------------- |
| 1    | 1        | Soufiane El Bakkali    | Marocco     | 8'16"65 | Q                                        |
| 2    | 1        | Leonard Bett           | Kenya       | 8'16"94 | Q                                        |
| 3    | 1        | Abraham Kibiwott       | Kenya       | 8'17"04 | Q                                        |
| 4    | 1        | Getnet Wale            | Etiopia     | 8'17"49 | q                                        |
| 5    | 3        | Hailemariyam Amare     | Etiopia     | 8'18"34 | Q                                        |
| 6    | 3        | Evan Jager             | Stati Uniti | 8'18"44 | Q                                        |
| 7    | 3        | Avinash Sable          | India       | 8'18"75 | Q                                        |
| 8    | 3        | Yemane Haileselassie   | Eritrea     | 8'18"75 | q                                        |
| 9    | 1        | Sebastián Martos       | Spagna      | 8'18"94 | q                                        |
| 10   | 2        | Lamecha Girma          | Etiopia     | 8'19"64 | Q                                        |
| 11   | 2        | Conseslus Kipruto      | Kenya       | 8'20"12 | Q                                        |
| 12   | 2        | Hillary Bor            | Stati Uniti | 8'20"18 | Q                                        |
| 13   | 2        | Mehdi Belhadj          | Francia     | 8'20"47 | q                                        |
| 14   | 1        | Ahmed Abdelwahed       | Italia      | 8'21"04 | q                                        |
| 15   | 3        | Daniel Arce            | Spagna      | 8'21"06 | q                                        |
| 16   | 2        | Ryuji Miura            | Giappone    | 8'21"80 |                                          |
| 17   | 1        | Benard Keter           | Stati Uniti | 8'21"94 |                                          |
| 18   | 3        | Mohamed Amin Jhinaoui  | Tunisia     | 8'22"00 |                                          |
| 19   | 3        | Benjamin Kigen         | Kenya       | 8'22"52 |                                          |
| 20   | 2        | Edward Trippas         | Australia   | 8'23"83 |                                          |
| 21   | 3        | Karl Bebendorf         | Germania    | 8'25"73 | Miglior prestazione personale stagionale |
| 22   | 2        | Mohamed Ismail Ibrahim | Gibuti      | 8'25"85 |                                          |
| 23   | 2        | Tom Erling Kårbø       | Norvegia    | 8'26"12 | Miglior prestazione personale            |
| 24   | 1        | John Gay               | Canada      | 8'27"02 |                                          |
| 25   | 2        | Hichem Bouchicha       | Algeria     | 8'27"39 |                                          |
| 26   | 2        | Ahmed Jaziri           | Tunisia     | 8'28"28 |                                          |
| 27   | 1        | Ben Buckingham         | Australia   | 8'29"15 |                                          |
| 28   | 1        | Kosei Yamaguchi        | Giappone    | 8'30"92 |                                          |
| 29   | 3        | Jacob Boutera          | Norvegia    | 8'31"47 |                                          |
| 30   | 2        | Víctor Ruiz            | Spagna      | 8'33"42 |                                          |
| 31   | 2        | Ryan Smeeton           | Canada      | 8'33"51 |                                          |
| 32   | 3        | Vidar Johansson        | Svezia      | 8'33"51 |                                          |
| 33   | 3        | Ryoma Aoki             | Giappone    | 8'33"89 |                                          |
| 34   | 1        | Bilal Tabti            | Algeria     | 8'38"45 |                                          |
| 35   | 2        | Salaheddine Ben Yazide | Marocco     | 8'38"46 |                                          |
| 36   | 3        | Jean-Simon Desgagnés   | Canada      | 8'40"90 |                                          |
| 37   | 3        | Topi Raitanen          | Finlandia   | 8'43"01 |                                          |
| 38   | 1        | Frederik Ruppert       | Germania    | 8'45"55 |                                          |
| 39   | 2        | Carlos San Martín      | Colombia    | 8'48"66 |                                          |
| 40   | 1        | Tim Van De Velde       | Belgio      | 9'03"11 |                                          |
|      | 3        | Mohamed Tindouft       | Marocco     | dnf     |                                          |

### Finale
| Pos.    | Atleta               | Nazionalità | Tempo   | Note |
| ------- | -------------------- | ----------- | ------- | ---- |
| Oro     | Soufiane El Bakkali  | Marocco     | 8'25"13 |      |
| Argento | Lamecha Girma        | Etiopia     | 8'26"01 |      |
| Bronzo  | Conseslus Kipruto    | Kenya       | 8'27"92 |      |
| 4       | Getnet Wale          | Etiopia     | 8'28"68 |      |
| 5       | Abraham Kibiwott     | Kenya       | 8'28"95 |      |
| 6       | Evan Jager           | Stati Uniti | 8'29"08 |      |
| 7       | Yemane Haileselassie | Eritrea     | 8'29"40 |      |
| 8       | Hillary Bor          | Stati Uniti | 8'29"77 |      |
| 9       | Daniel Arce          | Spagna      | 8'30"05 |      |
| 10      | Hailemariyam Amare   | Etiopia     | 8'31"54 |      |
| 11      | Avinash Sable        | India       | 8'31"75 |      |
| 12      | Ahmed Abdelwahed     | Italia      | 8'33"43 |      |
| 13      | Mehdi Belhadj        | Francia     | 8'34"49 |      |
| 14      | Sebastián Martos     | Spagna      | 8'36"66 |      |
| 15      | Leonard Bett         | Kenya       | 8'36"74 |      |